# Herbarium Blackwellianum
Herbarium Blackwellianum (ang. A Curious Herbal) – zielnik autorstwa brytyjskiej rysowniczki amatorki Elizabeth Blackwell (1707-1758).

## Opis
Dzieło po raz pierwszy ukazało się w dwutomowym wydaniu w latach 1737-1739. Materiały do niego botaniczka zbierała w Ogrodzie Botanicznym w Chelsea (Chelsea Physic Garden), gdzie samodzielnie i z natury przygotowała rysunki roślin w liczbie 500 sztuk wraz z opisami dotyczącymi ich zastosowania w medycynie. Ręcznie grawerowała rysunki na miedzianych płytkach, a odbitki kolorowała farbami wodnymi. Między 1737 a 1739 publikowała cztery rysunki tygodniowo. Gdy powstało ich 500, wydano dwutomowy zielnik. Zaczęła go tworzyć celem zebrania pieniędzy potrzebnych do spłacenia długów męża, za które przebywał w więzieniu (był on lekarzem i jednocześnie autorem opisów medycznych zielnika). Drugie wydanie ukazało się w latach 1754-1773 w Norymberdze i miało charakter rozszerzony przez Christopha Jacoba Trewa (1695-1769) – niemieckiego botanika i lekarza. Edycja ta (Herbarium Blackwellianum emendatum et auctum, pięć tomów) miała charakter niemiecko-łaciński i była znacząco rozszerzona w stosunku do oryginału z lat 1737-1739. Wydawcą był Christian de Launoy, a nowe rysunki sporządził Nikolaus Friedrich Eisenberger (1707-1771). Szósty tom (Herbarium Blackwelliani auctarium) wydano po śmierci Christopha Jacoba Trewa pod redakcją Christiana Gottlieba Ludwiga (1709-1773). Drukarzem był Johann Joseph Fleischmann. Uzupełniono go o tablice z nowymi roślinami, m.in. ozdobnymi i trującymi. Łącznie norymberskie Herbarium Blackwellianum charakteryzuje 600 gatunków różnych roślin. Jedno z wydań norymberskich, zawierające polskie nazwy roślin oraz polskie tłumaczenia ich właściwości, znajduje się w zbiorach Biblioteki Raczyńskich w Poznaniu.